# Архаїзм
Архаї́зми (грец. αρχαιος — «первісний, старовинний, стародавній») — слово (термін), вираз (фраза), граматична форма, які застаріли й вийшли з загального вжитку і мають сучасний синонімічний аналог (на відміну від історизмів).
Архаїзми — це витіснені назви понять, що існують і досі (наприклад, аероплян — «літак»). Розрізняються такі типи архаїзмів: 1) власне лексичні — загалом застарілі слова (чадо, ректи, понеже); 2) лексико-фонетичні, що відрізняються від теперішніх варіантів тільки одним чи кількома звуками або місцем наголосу (сей, пашпорт, глас, піїт, філозоф)[ці форми витіснено внаслідок русифікації української мови у 30-их] ; 3) лексико-морфологічні — застарілі словоформи та граматичні характеристики слова (люде — теперішнє люди, авто — раніше чоловічого роду); 4) лексико-словотвірні, що відрізняються від сучасних однокореневих синонімів словотвірним формантом — суфіксом або префіксом (податель, подаяніє, возгордитися); 5) лексико-семантичні, у яких застаріли тільки окремі значення (броня у значенні «зброя», худий «поганий», машина «паровоз, поїзд», пор. машиніст).
В українській літературній мові (як і в інших східнослов'янських) архаїзми-старослов'янізми вживано як стилістичний засіб, щоб надати мові урочистості (наприклад: «Молюся, знову уповаю, знову сльози виливаю». Тарас Шевченко) або іронічного значення (наприклад: «Восплач, пророче, сине божий, І о князях, і о вельможах, і о царях отих». Т. Шевченко).
Від архаїзмів можуть утворюватись похідні слова, наприклад, від «чоло» походить слово «очолювати».